# Neumayer Peaks
Die Neumayer Peaks sind ein Gebirge mit bis zu 649 m hohen Gipfeln auf Südgeorgien im Südatlantik. Vom Neumayer-Gletscher erstreckt es sich in der Busen-Region in nördlicher Richtung zum Husdal.
Das UK Antarctic Place-Names Committee benannte das Gebirge 2013 in Anlehnung an die Benennung des gleichnamigen Gletschers. Dessen Namensgeber ist der deutsche Geophysiker und Polarforscher Georg von Neumayer (1826–1909).